# Kružnouste
Kružnouste (Cyclostomata) su jedini recentni razred unutar nadrazreda besčeljustih (drugi razred te skupine, Ostracodermata, pojavio se u gornjem siluru a izumro je još u razdoblju devona).
Ranije su smatrani "nižim kralježnjacima", no razvojno gledano, to su prethodnici riba.
Njihove zajedničke osobine, po kojim se razlikuju od riba, su:
- nemaju krljušt,
- nemaju parne ekstremitete,
- umjesto kralježnice, imaju svitak,
- ovalna ili okrugla usta koja uz

- prisisnu strukturu imaju i rožnate zube, kao i
- uglavnom imaju (primjerice paklare) jezik koji podsjeća na pečat.

Leđna strana ovih životinja - upravo zbog svoje vanjske sličnosti s ribama - već rano je zanimala zoologe. Tako je još oko 1877. Brehm pisao o paklarama:
Kostur im je hrskavičast, a svitak zadržavaju cijeli život. Kružnouste imaju škrge. Srce im je građeno od 1 klijetke i 1 pretklijetke. Izlučivanje se odvija pomoću bubrega. Najstarije izumrle u ordoviciju imale su koštane pločice.
Danas je poznato oko 40 vrsta kružnoustih, a dijele se na paklare i sljepulje. Postoje morska, riječna i potočna paklara. Sve se mrijeste u potocima, ali veći dio života provode u okolišu po kome su dobile ime. Ovisno o vrsti, neke narastu i do 1 metra, druge od 10 do 40 cm, a treće od 30 do 50 cm. Iako imaju samo leđnu peraju, vrlo su brzi i okretni plivači.

## Sistematika
Dijele se na dva podrazreda, od kojih se ovaj drugi pojavljuje i u srednjeeuropskim tekućicama:
- paklare (Petromyzontidae) i
- sljepulje (Myxinoida)

Treba napomenuti, da se uobičajeni naziv "kružnouste" (Cyclostomata) u suvremenoj sistematici više ne koristi, jer se smatra, da je to neprirodna skupina koja ne potječe sva od zadnjih zajedničkih predaka.